# Magaliesberge
Die Magaliesberge sind ein Gebirgszug in Südafrika in den Provinzen Nordwest und Gauteng. Er erstreckt sich in Ost-West-Richtung etwa von Pretoria bis nach Rustenburg und von dort mit einem nördlichen Ausläufer bis südlich vom Pilanesberg.
Die Magaliesberge gehören zu den ältesten Gebirgen der Erde und sind Teil des Bushveld-Komplexes. Sie entstanden vor rund zwei Milliarden Jahren, als durch aufsteigendes Magma die Erdkruste aufgebrochen und angehoben wurde. Aufgrund seines hohen Alters ist das Gebirge stark erodiert. Der höchste Punkt, etwa in der Mitte des Gebirgszugs, erreicht 1853 Meter Höhe über dem Meeresspiegel. Das umliegende Highveld ist rund 1500 Meter hoch.
Die Voortrekker besiegten in den Magaliesbergen den Zulu-Führer Mzilikazi. In der Folge siedelten sich hier Buren an und erzielten auf ihren Feldern recht hohe Erträge. Im Zweiten Burenkrieg wurden mehrere Schlachten in den Magaliesbergen geschlagen. Der 1923 errichtete Hartbeespoort-Stausee liegt im östlichen Teil der Magaliesberge.
Innerhalb der Magaliesberge liegen mehrere Naturschutzgebiete, darunter das Kgaswane Mountain Reserve bei Rustenburg und der Mountain Sanctuary Park bei Buffelspoort.
Die Magaliesberge sind nach dem örtlichen Oberhaupt Mogale benannt, der dort etwa um 1850 herrschte.

## Bilder

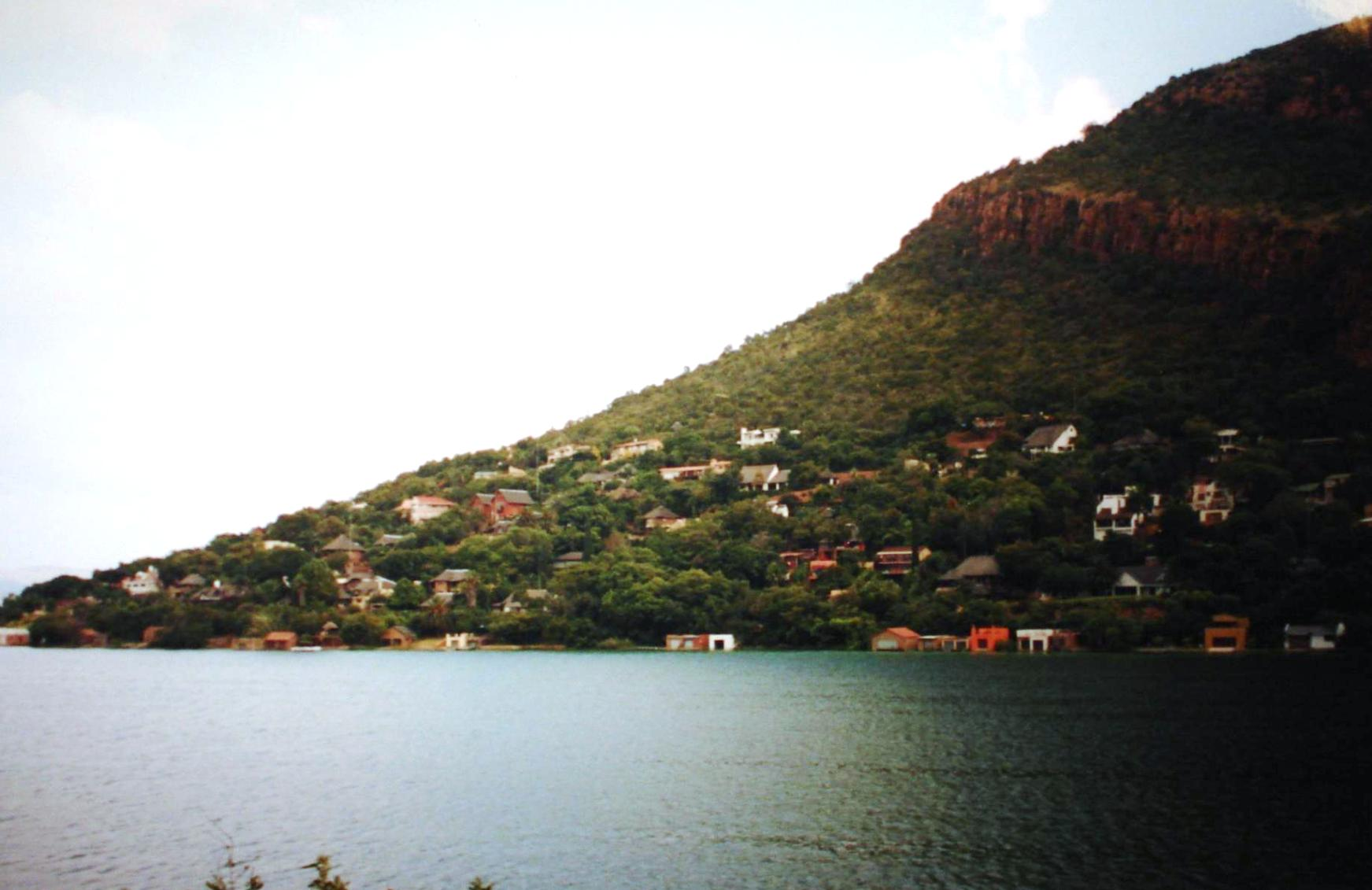
Höhenzug der Magaliesberge am Hartbeespoort-Stausee
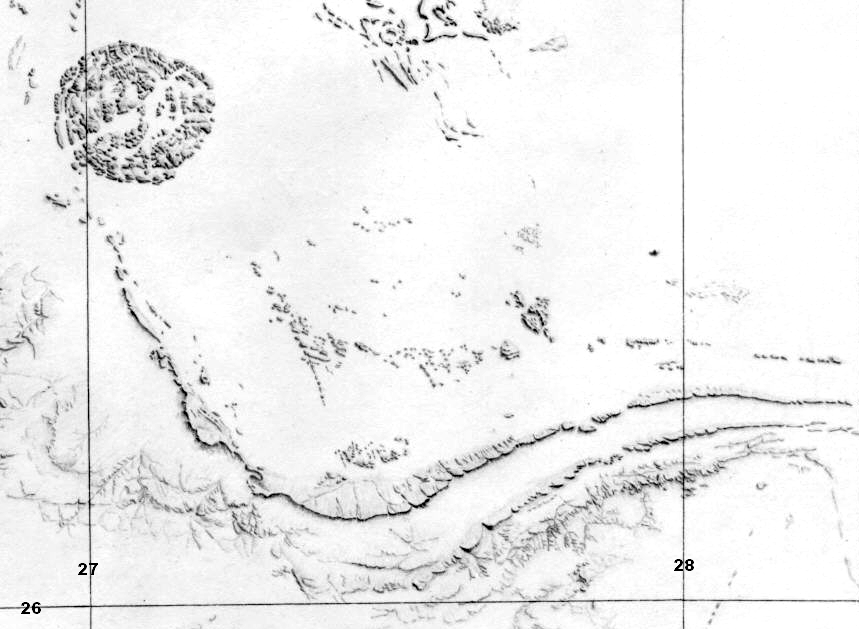
Der Gebirgszug der Magaliesberge (und Pilanesberg – oben links)
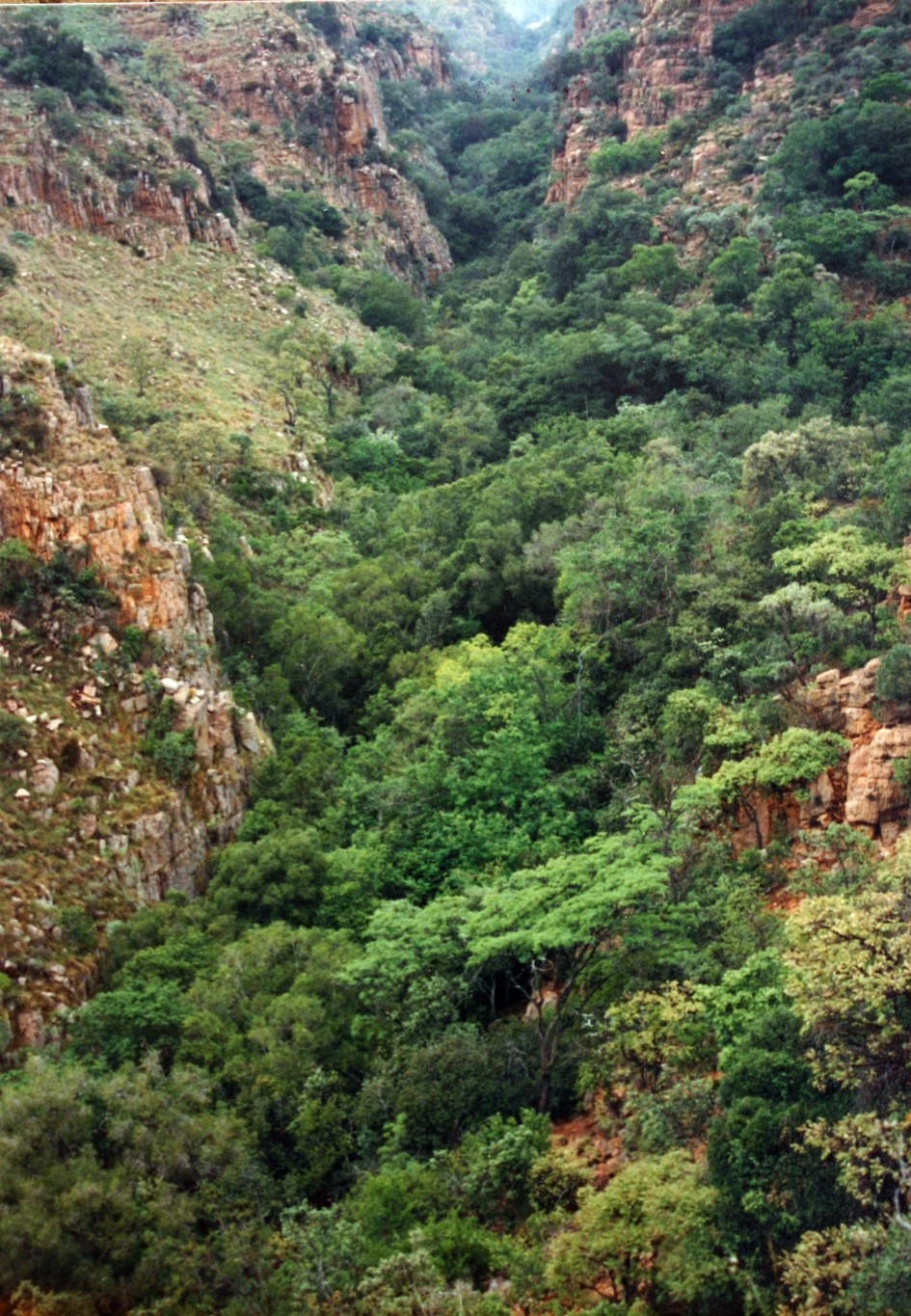
Die Tonquani-Schlucht in den Magaliesbergen
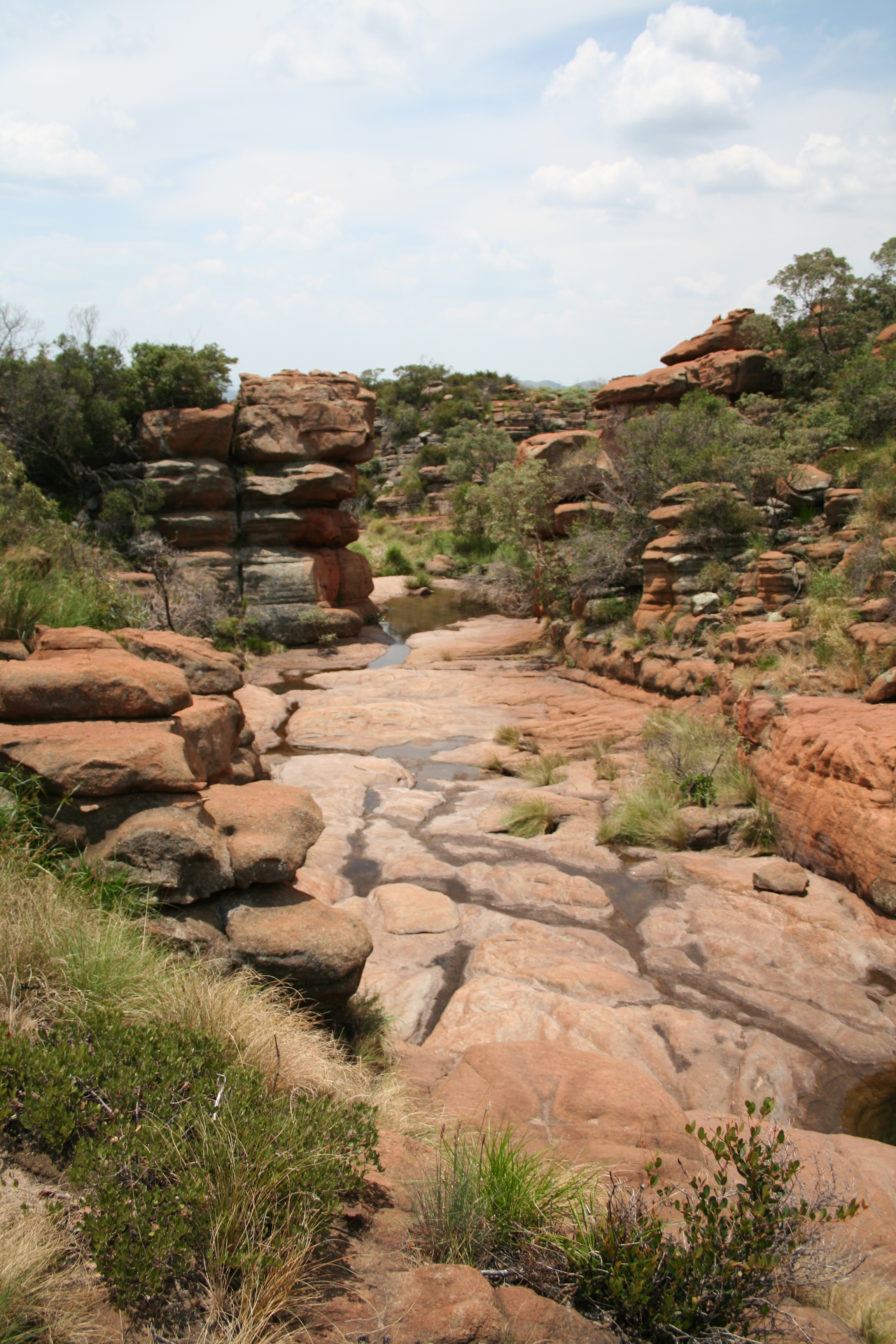
Landschaft im Mountain Sanctuary Park
Zeitraffervideo von Regenschauern über den Magaliesbergen
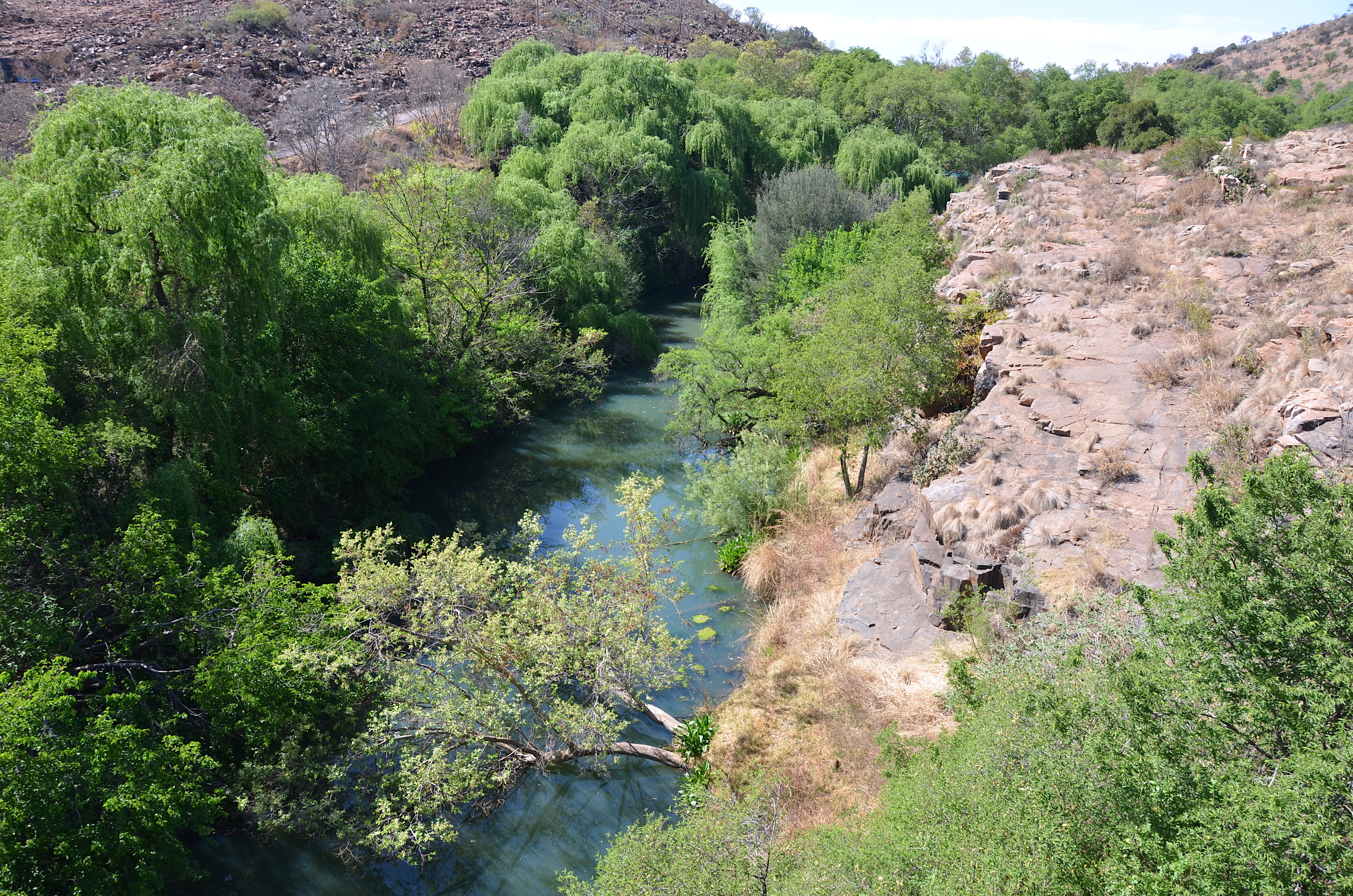
Das Magaliesrivier südlich der Magaliesberge
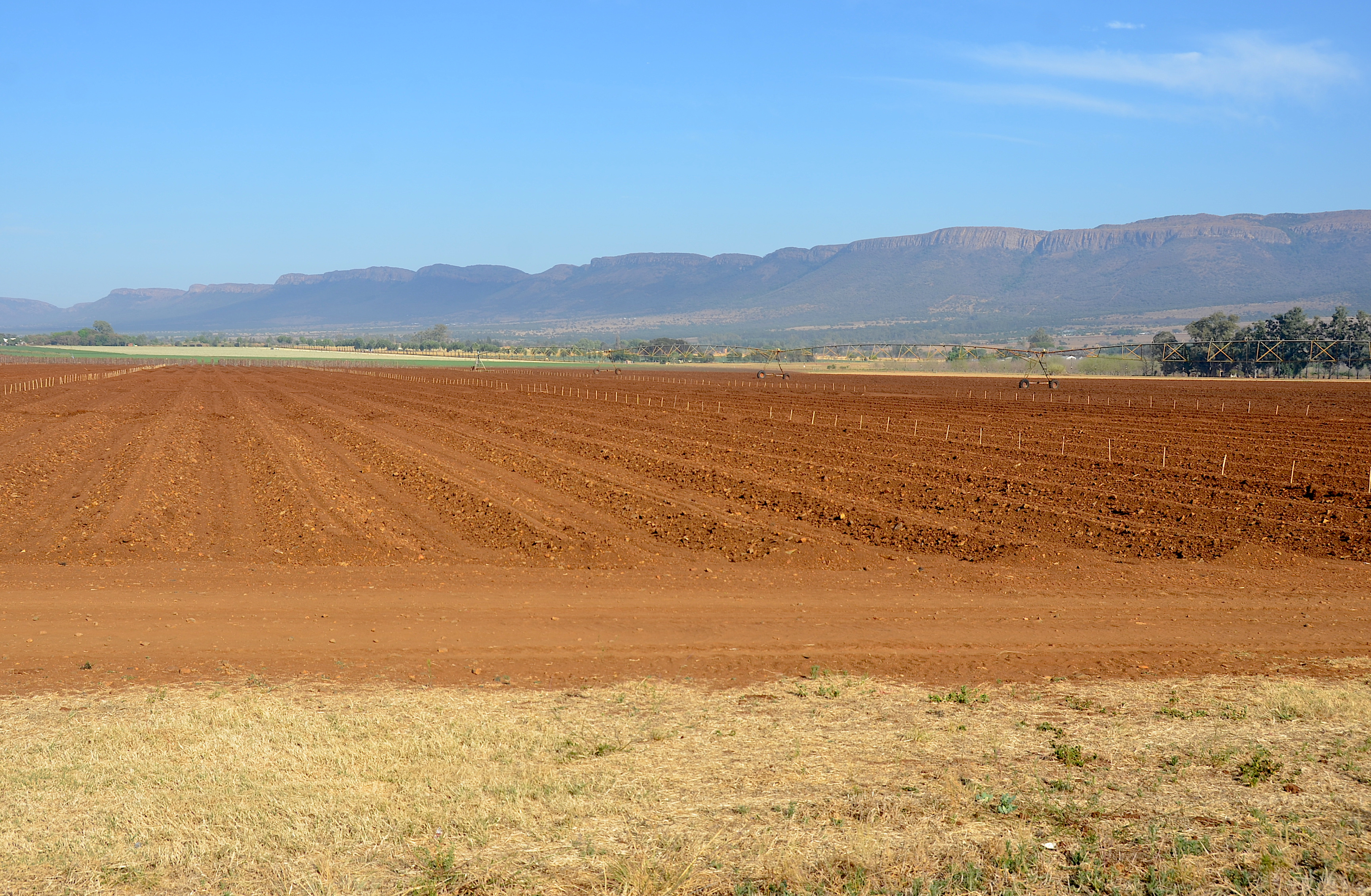
Die Magaliesberge